# Antonio López de Santa Anna
Antonio de Padua María Severino López de Santa Anna y Pérez de Lebrón (21 tháng 2 năm 1794 – 21 tháng 6 năm 1876), thường gọi là Santa Anna là một lãnh tụ chính trị và là nhà độc tài nổi tiếng của México. Ông đã tạo nên nhiều thay đổi tại Mexico, đặc biệt trong liên hệ với Tây Ban Nha. Ông lãnh đạo và chiến đấu chống Tây Ban Nha trong cuộc giải phóng giành độc lập cho Mexico. Sau đó Santa Anna lên làm tổng thống 11 lần không liên tục trong vòng hơn 22 năm.

## Tiểu sử

### Thời ban đầu
Santa Anna sinh ngày 21 tháng 2 năm 1794 tại Xalapa thuộc Veracruz, cha là Antonio López de Santa Anna, mẹ ông tên Manuela Pérez de Lebrón, thuộc gia đình trung lưu sắc tộc Criollo. Cha ông làm tỉnh ủy cho chính quyền thực dân Tây Ban Nha tại Veracruz. Sau khi thôi học, Santa Ana đi làm cho một thương gia trong làng. Tháng 6 năm 1810 ông nhập ngũ, dưới chỉ huy của José Joaquín de Arredondo, tham chiến đánh dẹp các nhóm quân bản địa nổi dậy chống chính quyền. Trong nhiều năm, Santa Ana trung thành với Tây Ban Nha trong cuộc chiến giành độc lập của Mexico.

### Quân sự
Năm 1811 Santa Ana bị tên bắn trúng tay trong một trận đánh dân bộ lạc bản địa Chichimec. Năm 1813 ông tham gia chiến trận tại Texas và được khen thưởng trong trận đánh tại Medina. Trong thời gian này Santa Ana học hỏi rất nhiều kinh nghiệm chiến trường từ Arredondo (những kinh nghiệm sau này được dùng trong Cách mạng Texas).
Trong những năm sau, Santa Ana tham gia dựng lập làng ở cho những người bị loạn lạc trong chiến tranh tại Veracruz. Cũng từ lúc này ông bắt đầu ghiền đánh bạc, một chứng ghiền đeo đuổi ông suốt đời.
Năm 1821, Santa Anna trở cờ chạy theo phe đối phương, tuyên bố trung thành với lãnh tụ phiến loạn, biệt danh Người Giải phóng ("El Libertador") Agustín de Iturbide (sau này lên ngôi Hoàng đế Mexico). Santa Anna nhanh chóng trổ tài quân sự, tham gia đánh đuổi quân Tây Ban Nha ra khỏi thành phố cảng Veracruz trong năm 1821 và được Iturbide phong chức tướng. Nhưng hai năm sau, năm 1823 Santa Anna lại chạy theo nhóm quân phiệt, đảo chính lật đổ Iturbide, là thành lập nền Cộng hòa Mexico. Sau đó ông lập kế thay thế tổng thống Manuel Gómez Pedraza và Vicente Guerrero.
Năm 1824 Santa Anna lên chức toàn quyền lãnh thổ Yucatán. Ông mưu tính tấn công chiếm Cuba (lúc đó còn thuộc Tây Ban Nha) nhưng không đủ tài chánh và lực lượng hỗ trợ.
Năm 1829 2,600 quân Tây Ban Nha do Isidro Barradas cầm đầu kéo sang để tái chiếm Mexico, nhưng vì phần lớn bị bệnh sốt vàng nặng nên bị Santa Anna kéo quân ra đánh đại bại tại Tampico. Tây Ban Nha từ đó bỏ cuộc không muốn thôn tính Mexico nữa. Santa Anna được mệnh danh anh hùng dân tộc, ông tự hào đặt biệt hiệu cho mình là "Kẻ thắng trận Tampico", "Người cứu độ Đất mẹ", và lúc nào cũng chú ý tỏ phong thái hoàng phái.